# Leucocoryne dimorphopetala
Leucocoryne dimorphopetala là một loài thực vật có hoa trong họ Amaryllidaceae. Loài này được (Gay) Ravenna mô tả khoa học đầu tiên năm 1978.